# Eva Dahlbeck

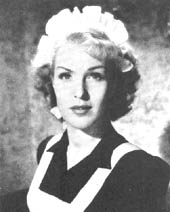
Eva Dahlbeck

Eva Elisabet Dahlbeck (Nacka, 8 maart 1920 – Stockholm, 8 februari 2008) was een Zweedse actrice en schrijfster.
Eva Dahlbeck genoot haar toneelopleiding aan de koninklijke schouwburg te Stockholm. Al in de vroege jaren 40 speelde ze belangrijke rollen in de films van regisseur Gustaf Molander. Internationale bekendheid verwierf ze weliswaar pas in de jaren 50 dankzij haar rollen in de films van Ingmar Bergman. Zo ontving ze samen met de actrices Bibi Andersson, Ingrid Thulin en Barbro Hiort af Ornäs de prijs voor beste actrice op het Filmfestival van Cannes. Zij ontvingen die rol voor hun acteerprestatie in de film Op de drempel van het leven (1958) van Ingmar Bergman. Ze speelde ook onder andere belangrijke rollen in de films Geheimen van vrouwen (1952), Lessen in liefde (1954) en Glimlach van een zomernacht (1955). Over een periode van dertig jaar speelde ze mee in ongeveer vijftig films.
Al tijdens de laatste jaren van haar filmcarrière begon ze te schrijven. Tussen 1964 en 1999 schreef ze talrijke literaire werken, waaronder dertien romans.
Eva Dahlbeck was sinds 1944 getrouwd met de Zweedse luchtmachtofficier Sven Lampell.

## Filmografie
- 1970 - A Day at the Beach
- 1970 - Tintomara
- 1968 - Markurells i Wadköping (mini series)
- 1967 - People Meet and Sweet Music Fills the Heart
- 1965 - Morianerna (Morianna)
- 1965 - Kattorna (The Cats)
- 1964 - Älskande par (Loving Couples) (Mai Zetterling)
- 1964 - För att inte tala om alla dessa kvinnor (Wat betreft de vrouwen) (Ingmar Bergman)
- 1960 - Kärlekens decimaler
- 1958 - Nära livet (Op de drempel van het leven) (Ingmar Bergman)
- 1957 - Sommarnöje sökes (Summer Place Wanted) (Hasse Ekman)
- 1956 - Last Pair Out (Sista paret ut) (Alf Sjöberg)
- 1955 - Sommarnattens leende (Glimlach van een zomernacht) (Ingmar Bergman)
- 1955 - Kvinnodröm (Vrouwendroom) (Ingmar Bergman)
- 1954 - En lektion i kärlek (Lessen in liefde) (Ingmar Bergman)
- 1953 - Foreign Intrigue (televisieserie) (6 episodes; 1953–55)
- 1953 - Barabbas (Alf Sjöberg)
- 1953 - The Village
- 1952 - Kvinnors väntan (Geheimen van vrouwen) (Ingmar Bergman)
- 1952 - Trots (Defiance)
- 1950 - Kastrullresan (aka "Pip-Larssons")
- 1950 - Fästmö uthyres (Fiancée for Hire)
- 1949 - Bara en mor (Only a Mother) (Alf Sjöberg)
- 1948 - Eva (Gustaf Molander)
- 1948 - Var sin väg (Each to His Own Way)
- 1947 - Two Women
- 1946 - Kärlek och störtlopp (Love Goes Up and Down)
- 1945 - Den allvarsamma leken
- 1944 - Räkna de lyckliga stunderna blott
- 1942 - Rid i natt!

## Werk als schrijfster
- 1955: Dessa mina minsta (Drama)
- 1957: Föräves abisag (Drama)
- 1963: Genom fönstren: dikter. Norstedt, Stockholm. (als Lis Edvardson)
- 1964: Hem till kaos. Norstedt, Stockholm.
- 1965: Sista spegeln: preludier. Norstedt, Stockholm.
- 1966: Den sjunde natten: detaljer. Norstedt, Stockholm.
- 1966: Yngsjömordet (draaiboek) – Regie: Arne Mattsson
- 1967: Domen. Norstedt, Stockholm.
- 1972: Med seende ögon. Bonnier, Stockholm.
- 1974: Hjärtslagen. Bonnier, Stockholm.
- 1976: Saknadens dal. Bonnier, Stockholm.
- 1979: Maktspråket. Bonnier, Stockholm.
- 1980: I våra tomma rum. Bonnier, Stockholm.
- 1988: Serveto och den eviga elden. Bokförlaget Korpen, Göteborg.
- 1991: Vapenhandlarens död: ett reportage från insidan. Bonnier, Stockholm.
- 1996: På kärlekens villkor: en vandring i laglöst land. Sellin, Stockholm.
- 1999: Sökarljus. Bokförlaget Korpen, Göteborg.